# Adnan Erkan
Adnan Erkan (* 15. Januar 1968 in Denizli) ist ein ehemaliger türkischer Fußballtorhüter und aktueller -trainer. Er nahm als dritter Torhüter mit der türkischen Nationalmannschaft an der Fußball-Europameisterschaft 1996 teil.

## Spielerkarriere

### Verein
Adnan Erkan begann seine Karriere 1986 in der Jugend von Denizlispor. 1990 ging er zu Konyaspor und kam in der 1. Lig 18-mal zum Einsatz. 1993 wechselte er dann zu MKE Ankaragücü, einem anderen Erstligisten. Dort absolvierte er insgesamt 199 Spiele und war sieben Jahre für den Verein aus Ankara tätig. 2000 kehrte er zu seinem Jugendverein Denizlispor in die Turkcell Süper Lig zurück. Nach schlechten Leistungen bei Denizlispor verpflichtete ihn 2002 der türkische Zweitligist Mersin İdman Yurdu. Nach 32 Einsätzen bei dem Zweitligisten beendete er seine Karriere.

### Nationalmannschaft
Adnan bestritt einen Einsatz für die türkische Nationalmannschaft der U-21 und ein Einsatz für die türkische Nationalmannschaft.
Mit der Nationalmannschaft nahm er als dritter Torhüter an der Fußball-Europameisterschaft 1996, kam aber während des Turniers zu keinem Spieleinsatz.

## Trainerkarriere
Im Anschluss an seine Spielerkarriere fing er sofort an, als Trainer zu arbeiten. Als erste Tätigkeit übernahm er bei Diyarbakırspor den Posten des Torwarttrainers. Nach einem Jahr wechselte er zu Konyaspor und arbeitete hier ebenfalls als Torwarttrainer.
Zum Sommer 2012 übernahm er beim Drittligisten Denizli Belediyespor den Posten des Cheftrainers und arbeitete das erste Mal in seiner Trainerlaufbahn in dieser Funktion.

## Erfolge
- Türkische Nationalmannschaft:
  - Teilnahme an der Europameisterschaft 1996